# Lou A. Kouvaris
Lou A. Kouvaris (* 20. April 1954 in Piräus; † vor oder am 28. März 2020 in Long Island) war ein amerikanischer Gitarrist und auch bekannt als L. A. Kouvaris.

## Biographie
Der Gitarrist griechischer Herkunft trat Ende der 1960er-Jahre im musikalischen Umfeld auf und spielte in einigen semiprofessionellen Gruppen. Im Jahr 1975 erhielt er ein Diplom als Toningenieur und gründete gleichzeitig mit Mark Reale die Band Riot, in der Kouvaris die Rolle des Lead-Gitarristen spielte.
Im August 1978, wenige Monate nach dem Debüt von Riot mit dem Album Rock City, wurde Kouvaris während der frühen Phase der Aufnahme des Albums Narita entfernt. Dann wurde er von Henri Belolo und Jacques Morali als Plattenspieler der Village People engagiert und gründete eine Band namens Special Forces, die bis 1983 aktiv war, ohne dass sie irgendwelche Platten veröffentlicht hatte.
Nachdem er 1982 an der Auswahl als Gitarrist von Ozzy Osbourne und Kiss teilgenommen hatte, begann Kouvaris seine Tätigkeit als Komponist von Soundtracks und beteiligte sich an der Realisierung der Lieder des Films Hotshot von 1987. Ab 1990 gab Kouvaris seine Karriere als Musiker auf und blieb im musikalischen Umfeld als Besitzer des unabhängigen Labels L.A. Production mit Sitz im Rock Garden Studio.
Nach der Wiederaufnahme seiner Tätigkeit gründete er 2019 zusammen mit Rick Ventura, dem ehemaligen Gitarristen von Riot von 1978 bis 1984, die Band Riot Act.
Er starb im März 2020 in seinem Haus in Long Island, New York, an den Folgen einer SARS-CoV-2-Infektion.